# Награда Ћирилична даровница

Награда Ћирилична даровница је национална награда за изузетан допринос и нарочите заслуге у очувању и промоцији ћирилице и неговању српског језика и писма. Додељује се од 2020. године у оквиру манифестације Ћирилична баштина одлуком Општине Бајина Башта, као и дипломе и захвалнице манифестације.
Она је најзначајнија награда у оквиру манифестације Ћирилична баштина и додељује се само једном добитнику у години. Циљ организатора је да се наградом на националном нивоу истакну организације и појединци који својим радом доприносе промоцији и очувању ћирилице.

## Добитници Ћириличне даровнице
- 2020. – Дневни лист „Политика”, за изузетан допринос и нарочите заслуге у очувању и промоцији ћирилице и неговању српског језика и писма кроз више од век постојања најстаријег и најутицајнијег дневног листа у овом делу Европе.
- 2021. – Драшко Станивуковић, градоначелник Бањалуке, за непрекидно залагање за заштиту и промоцију ћирилице и за конкретне мере које су усвојене у Бањалуци са циљем очувања ћирилице и неговања нашег језика и писма.[1][2]
- 2022. – Арно Гујон,  француски и српски хуманиста, директор Управе за сарадњу с дијаспором и Србима у региону и оснивач Хуманитарне организације „Солидарност за Косово”, за непрекидно залагање за заштиту и промоцију ћирилице и за низ конкретних мера на отварању школа српског језика у иностранству и помоћи нашим школама на Косову и Метохији.[3][4]
- 2023. – Матица српска, најстарија српска књижевна, културна и научна институција која је од оснивања кроз свој рад и деловање стуб очувања српског језика, писма и идентитета.[5]
- 2024. - Злата Бојовић, српски историчар књижевности, универзитетски професор и академик САНУ, за вишедеценијски предан рад на истраживању дубровачке књижевности и употребе ћирилице у Дубровнику и Далмацији током средњег века и за велики труд да се сачува ћириличко писмо као наше идентитетско, културно-историјско и национално обележје, Музеј ћирилице Рача - Бајина Башта, 2024.[6][7]
- 2025. - Милосав Тешић, српски песник, есејиста, лингвиста и академик, за вишедеценијско ангажовање на заштити, очувању и промоцији ћирилице и неговању српског језика и писма.[8]